# Sphenomorphus butleri
Sphenomorphus butleri este o specie de șopârle din genul Sphenomorphus, familia Scincidae, descrisă de George Albert Boulenger în anul 1912. Conform Catalogue of Life specia Sphenomorphus butleri nu are subspecii cunoscute.